# Pavlo Li
Pour les articles homonymes, voir Lee.
Pavlo Romanovytch Li, dit Pacha (en ukrainien : Павло Романович Лі, dit Паша ), né le 10 juillet 1988 et mort le 6 mars 2022, est un acteur et présentateur de télévision ukrainien.

## Biographie
Pavlo Lee est né à Eupatoria en Crimée, d'un père koryo-saram ou coréen-ukrainien et d'une mère ukrainienne.
Il est animateur de télévision pour la chaîne Dom.

## Filmographie

### Acteur (Cinéma)
- Tini nezabutykh predkiv,
- Tayemnytsi molfara (2013), Shtolnya (2006),
- Pravilo boya (2017),
- Zustrich odnoklasnykiv (2019)

### Acteur (télévision)
- Provincial (2021)[3].

### Doubleur
- Le Roi Lion
- Le Hobbit en ukrainien[4].

## Décès
Pavlo Lee s'enrôle dans la Force de défense territoriale ukrainienne le premier jour de l'invasion russe de 2022. Il est tué le 6 mars à la suite d'un bombardement russe à Irpin, près de Kiev. Sa mort a été annoncée par le Festival international du film d'Odessa.